# Satyrium tetra
Satyrium tetra is een vlinder uit de familie van de Lycaenidae. De wetenschappelijke naam van de soort werd als Thecla tetra in 1870 gepubliceerd door Edwards.

## Synoniemen
- Thecla adenostoma Scudder, 1876
- Thecla adenostomatis Edwards, 1877